# Euphorbia brevirama
Euphorbia brevirama ist eine Pflanzenart aus der Gattung Wolfsmilch (Euphorbia) in der Familie der Wolfsmilchgewächse (Euphorbiaceae).

## Beschreibung
Die sukkulente Euphorbia brevirama bildet sehr kleine Sträucher aus. Aus einer geschwollenen Wurzel, die in den Haupttrieb übergeht wird ein verkehrt konischer Pflanzenkörper mit einem Durchmesser von etwa 5 Zentimeter ausgebildet. Dieser ist mit flachen und sechseckigen Warzen gemustert, die etwa 8 Millimeter breit werden. Die einzeln stehenden Zweige entwickeln sich radial um den Scheitel der Pflanze und stehen vom Pflanzenkörper ab. Sie sind ebenfalls mit 2 Millimeter breiten Warzen gemustert und werden bis 8 Millimeter lang und 6 Millimeter dick.

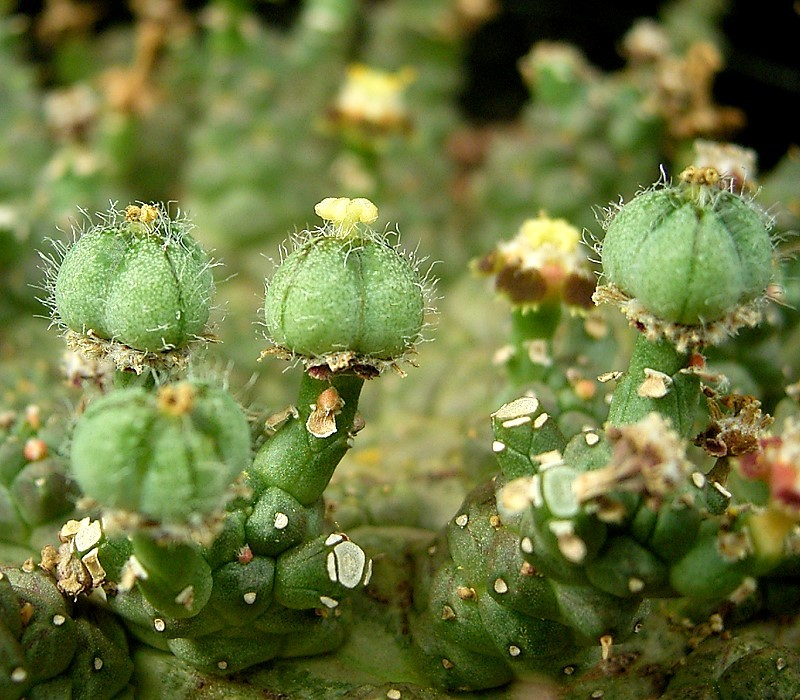
Unreife Früchte

Die einzelnen Cyathien stehen zu zwei bis vier Stück an den Triebspitzen. An den bis 1 Zentimeter langen Blütenstandstielen werden drei bis vier langlebige Tragblätter ausgebildet. Die rötlichen Cyathien werden bis 3,5 Millimeter groß. Die runden Nektardrüsen sind becherartig geformt und der Fruchtknoten ist sitzend. Über die Früchte und den Samen ist nichts bekannt.

## Verbreitung und Systematik
Euphorbia brevirama ist in der südafrikanischen Provinz Ostkap verbreitet.
Die Erstbeschreibung der Art erfolgte 1915 durch Nicholas Edward Brown.